# Gestaltpsychologie

Nach längerer Betrachtung „kippt“ der Würfel. Man hat dieses Kippen als Gestaltwechsel bezeichnet

Als Gestaltpsychologie wird eine Richtung innerhalb der Psychologie bezeichnet, die die menschliche Wahrnehmung als Fähigkeit beschreibt, Strukturen und Ordnungsprinzipien in Sinneseindrücken auszumachen. Das Wort „Gestaltpsychologie“ kann nur bedingt als klar definierbarer wissenschaftlicher Begriff gelten; es ist zum Teil ein durch seinen Gebrauch organisch gewachsener Name für eine Anzahl ähnlicher Auffassungen. Die Gestaltpsychologien unterschiedlicher Richtung leiten sich jedoch aus einer einzigen Arbeit aus dem Jahre 1890 her, in der der Philosoph Christian von Ehrenfels seine Erkenntnis berichtete, die Wahrnehmung enthalte Qualitäten, die sich nicht aus der Anordnung einfacher Sinnesqualitäten ergeben. So sei die Melodie eine solche Gestaltqualität, denn die Töne als Elemente der Melodie könnten durch ganz andere Töne ersetzt werden (zum Beispiel durch die Töne einer anderen Tonart), und es wäre dennoch dieselbe Melodie, wenn nur die Anordnungsbeziehung zwischen den Tönen erhalten bliebe.

## Klassische Gestaltpsychologie

### Berliner Schule der Gestaltpsychologie (Gestalttheorie)
Aufgrund der Beobachtungen v. Ehrenfels’ entstand zu Beginn des 20. Jahrhunderts die „Gestaltpsychologie“ als eine neue psychologische Richtung. Sie wurde zuerst im deutschsprachigen, dann auch im internationalen Raum einflussreich. Als ihre Begründer und Hauptexponenten gelten drei Studenten von Carl Stumpf: Max Wertheimer, Wolfgang Köhler und Kurt Koffka. In weiterem Sinne kann auch Kurt Lewin dieser Gruppe zugerechnet werden. Diese „Berliner Schule der Gestaltpsychologie“ nannte sich auch „Gestalttheorie“ und erweiterte ihren Gegenstand über die Wahrnehmung hinaus. Sie ist vor allem wegen ihrer umfangreichen Experimentalforschung auf dem Gebiet der Wahrnehmung bekannt geworden und wird noch bis Anfang des 21. Jahrhunderts vertreten.
Es werden drei Arten von Gestaltqualitäten des Wahrnehmungserlebens unterschieden (Metzger 1954, S. 62–65), ohne innerhalb dieser Arten eine Systematik anzugeben:
- Struktur (Gefüge und Tektonik) wie gerade, rund, symmetrisch, geschlossen, spitz, wellig;
- Ganzbeschaffenheit wie durchsichtig, leuchtend, rau, gelb;
- „Wesen“ wie Charakter, Habitus, Gefühlswert.

In der älteren Gestaltpsychologie vom Anfang des 20. Jahrhunderts wird „Gestaltgesetz“ synonym mit „Gestaltfaktor“, „Faktor“, „Gesetz“ oder auch mit „Gruppierungsgesetz“ verwendet. Ein Gestaltgesetz bezeichnet die Art des Zusammenschlusses von erlebten Teilen zu einer erlebten Ganzheit, oft neben einer Gruppe von einzelnen Gegebenheiten. „Der Zusammenschluss erfolgt derart, dass die entstehenden Ganzen in irgendeiner Weise vor anderen denkbaren Einteilungen gestaltlich ausgezeichnet sind“, und zwar u. a. so, „dass möglichst einfache, einheitliche, ...geschlossene, ...symmetrische, ...gleichartige Ganzgebilde entstehen“ (Wolfgang Metzger 1954, S. 108 f). Für diese und einige andere Arten des Zusammenschlusses wurden viele anschauliche Beispiele zusammengetragen, die den Betrachter unmittelbar überzeugen. Bestimmte Fakten wurden klassifiziert, so dass man von einer deskriptiven Theorie sprechen kann; eine erklärende Theorie für sie wurde jedoch nicht entwickelt.

### Gestaltgesetze
Wertheimer formulierte 1923 sechs wesentliche Faktoren für die Zusammenhangsbildung in der Wahrnehmung. Diese Gestaltfaktoren werden seither oft als Gestaltgesetze bezeichnet (Wertheimer selbst verwendete in seiner Pionierarbeit 1923 diesen Ausdruck nicht, sondern sprach nur von Faktoren):
Gesetz der Nähe
Elemente mit geringen Abständen zueinander werden als zusammengehörig wahrgenommen.
Gesetz der Ähnlichkeit
Einander ähnliche Elemente werden eher als zusammengehörig erlebt als einander unähnliche.
Gesetz der guten Gestalt (oder Einfachheit bzw. Prägnanz)
Es werden bevorzugt Gestalten wahrgenommen, die in einer einprägsamen (Prägnanztendenz) und einfachen Struktur (= „Gute Gestalt“) resultieren.
Gesetz der guten Fortsetzung (oder der durchgehenden Linie)
Linien werden immer so gesehen, als folgten sie dem einfachsten Weg. Kreuzen sich zwei Linien, so gehen wir nicht davon aus, dass der Verlauf der Linien an dieser Stelle einen Knick macht, sondern wir sehen zwei gerade durchgehende Linien.
Gesetz der Geschlossenheit
Es werden bevorzugt Strukturen wahrgenommen, die eher geschlossen als offen wirken.
Gesetz des gemeinsamen Schicksals
Zwei oder mehrere sich gleichzeitig in eine Richtung bewegende Elemente werden als eine Einheit oder Gestalt wahrgenommen.
Zusätzlich zu diesen von Wertheimer formulierten Gesetzen fand Stephen Palmer in den 1990er Jahren drei weitere Gestaltgesetze:
Gesetz der gemeinsamen Region
Elemente in abgegrenzten Gebieten werden als zusammengehörig empfunden.
Gesetz der Gleichzeitigkeit
Elemente, die sich gleichzeitig verändern, werden als zusammengehörig empfunden.
Gesetz der verbundenen Elemente

Gesetz des gemeinsamen Schicksals

Verbundene Elemente werden als ein Objekt empfunden.
Grafische Veranschaulichung der Gestaltgesetze

Gesetz der Nähe
Gesetz der Ähnlichkeit
Gesetz der guten Gestalt (Einprägsame Struktur (links) wird bevorzugt.)
Gesetz der guten Fortsetzung
Gesetz der Geschlossenheit (Würfelkanten sind imaginär.)
Gesetz der gemeinsamen Region
Gesetz der Gleichzeitigkeit (Empfinden der Zusammengehörigkeit durch gleichzeitige Bewegung statt durch die geometrische Form.)
Gesetz der verbundenen Elemente (Verbundene Elemente (rechts) werden als ein Objekt empfunden.)

### Unterschiedliche Interpretation von Gestaltelementen

Je nachdem, in welchem Bezugsrahmen sie eingebunden sind, können Figuren verschiedene Bedeutungen haben und die Wahrnehmung verändern.

#### Beispiel 1
Verändert man die Umgebung eines Quadrats, bzw. einer Raute, indem man die jeweilige Figur mit einem geeigneten Rechteck umgibt, so nimmt man ein gekipptes Quadrat, bzw. eine gekippte Raute wahr.

#### Beispiel 2
Der eingekreiste Pfeil nach rechts wird zusammen mit dem eingekreisten Pfeil nach links als Navigationselement und zusammen mit dem Pause-Symbol als Steuerungselement für Audio-/Video-Wiedergabe wahrgenommen.

### Anwendungen der Gestaltgesetze

#### Kontextsensitive Gestalterkennung

Verschiedene Interpretationen von B und 13

Gestaltprinzipien kommen insbesondere beim Lesen zum Ausdruck. Die Wahrnehmung von einzelnen Zeichen, etwa Zahlen oder Buchstaben, und das Erkennen von Wörtern oder Sätzen wird durch die jeweilige räumliche Umgebung bzw. den jeweiligen Kontext beeinflusst. Das mittlere der in der Abbildung dargestellten Zeichen wird waagerecht als Buchstabe B und senkrecht als Zahl 13 gedeutet. Ziffern oder Buchstaben werden ganzheitlich interpretiert. Hierbei wird die Wahrnehmung einzelner Teile eines Ganzen durch die ganzheitliche Wahrnehmung gesteuert, ein Umstand, der als Kontextsensitivität bezeichnet wird. Die Kontextsensitivität äußert sich auch bei der Interpretation komplexerer Zeichenfolgen wie beispielsweise Textpassagen, die unter anderem auch Zahlen enthalten können.
Die Augenbewegungen spielen beim Lesen von Texten eine maßgebliche Rolle. Größere Wörter werden angepeilt und kurz nach dem ersten Buchstaben von den Augen fixiert. Geübte Leserinnen und Leser überspringen dabei durch ihre Augenbewegungen sogar größere Textpassagen und erhöhen damit die Lesegeschwindigkeit. Die Wortgestalt wird am Wortanfang und eventuell am Wortende erkannt. Unterstützt wird die Texterkennung durch den Sinnzusammenhang, in dem die jeweiligen Wörter stehen.
In den Wörtern des nachfolgenden Textbeispiels sind jeweils nur die Anfangs- und Endbuchstaben korrekt positioniert, während alle dazwischen liegenden Buchstaben beliebig permutiert vorkommen. Dennoch ist der Text fast ebenso flüssig lesbar wie in der korrekten Schreibweise.
Zum Vteesrehn eiens Ttxees knneön die Bbahetscun der elenienzn Wetörr in bigiebleer Rengliehofe aonedgenrt sien. Nur der etsre und ltezte Bcstaubhe mesüsn krroket sien. Bei zenmdhneeur Lnäge der Wrteör wrid ein kkorretes Vesehtren immer sihierwegcr.

#### Verschiedene Anwendungen in Medien

Gesetz der Ähnlichkeit umgesetzt im Bereich der Technik

Gestaltgesetze werden in unterschiedlichen Medien verwendet. Dies betrifft den Aufbau von Webseiten (Logout-Icon hat die Farbe Rot und hebt sich hierdurch von anderen Icons ab – Gesetz der Ähnlichkeit wird gebrochen), den Aufbau von Werbezeitschriften sowie in unterschiedlichen Technikanwendungen. Bei zuletzt genanntem Punkt betrifft dies die Ziffern, die eng beieinander liegen (Gesetz der Nähe), genauso wie eine einheitliche Größe der Tasten (Gesetz der Ähnlichkeit). Als ein weiteres Beispiel könnte zum Beispiel eine Tastatur genannt werden, welche auch gleich mehrere Gestaltgesetze verwendet.

### Leipziger Schule der Gestaltpsychologie (Genetische Ganzheitspsychologie)
Der Philosoph Felix Krueger und der Psychologe Friedrich Sander gründeten die sogenannte „Zweite Leipziger Schule“ der Gestaltpsychologie. Zur Besonderheit dieser Schule zählt der intensive Einbezug der menschlichen Bewegung in das Forschungsvorgehen unter Leitung von Otto Klemm.
Während die Berliner Schule die Auffassung der Erlebensimmanenz vertrat, nach der Erlebnisse aus Erlebnissen hervorgehen, waren die Leipziger der Meinung, Erlebnisse seien durch erlebensjenseitige Gegebenheiten bedingt. Sie setzten einen Bereich transphänomenalen seelischen Seins an, den sie „Struktur“ nannten. Konkretere Ausführungen dieser Annahme gab es nicht; bekannt sind die allgemeinen Ausführungen zum „Problem des seelischen Seins“ von Albert Wellek.
Dabei ist es besonders problematisch, dass Sander die von ihm postulierten Gestaltgesetze in einem ideologisch überfrachteten Zusammenhang zur Propagierung nationalsozialistischer Weltanschauung nutzte. Die von ihm postulierte Tendenz zur „guten Gestalt“ war nach seinen Schriften nicht nur eine universelle Tendenz, „gestaltfremdes“ aus der persönlichen Wahrnehmung zu eliminieren. Vielmehr war die von Sander postulierte Gestaltschließung auch dort ein quasi naturgegebenes Phänomen, wo etwa die „gute Gestalt“ des deutsch-arischen Volkes alles „gestaltfremde“ (wie etwa Juden, Kommunisten, Homosexuelle etc.) abzutöten tendierte. So befürwortet Friedrich Sander die „Ausschaltung des parasitisch wuchernden Judentums“ und die Zwangssterilisierung von Deutschen mit „minderwertigem Erbgut“ als Ausdrucke eines „Willens zur reinen Gestalt deutschen Wesens“ (Nationalsozialistisches Bildungswesen, 1937).
Sander (und sein Institut) wurde mit Untersuchungen über visuelle Aktualgenese bekannt, die in einer Stufen-Differenzierung des Perzepts bei kontinuierlicher Reizsteigerung bestand. Weder Krueger noch Sander versuchten, die Abfolge der entstehenden Gestaltqualitäten irgendwelchen bedingenden strukturellen Gegebenheiten zuzuordnen. Sowohl der aktualgenetische Forschungsansatz als auch die „Strukturtheorie“ sind der Vergessenheit anheimgefallen und werden von der Mehrheit nicht mehr diskutiert.
Lediglich die Arbeiten Otto Klemms (1884–1939) und seiner Mitarbeiter und Promovenden zur menschlichen Motorik konnten sich im wissenschaftlichen Diskurs bis in die Gegenwart hinein halten und werden mit einer durchgängigen Kontinuität in der Arbeits- und Bewegungswissenschaft zitiert. Sie basieren zwar auf dem Gedankengut der Ganzheitspsychologie, enthalten sich jedoch weitestgehend irrationalistischer Überhöhungen und ideologischer Verfügbarmachung im Rahmen des Nationalsozialismus. Die Erkenntnisse sowie die äußerst sorgfältige und für die damalige Zeit vorbildhafte Methodik beanspruchen auch heute noch Gültigkeit.
Zudem erfahren die Arbeiten Felix Kruegers, nach 1945 lange Zeit ohne bedeutsamen Widerhall in der Psychologie, aktuell eine zögerliche Neubewertung im Zusammenhang mit der psychotherapeutischen Praxis. Insbesondere seine Ausführungen zur Gefühlstheorie und seine Betonung der Ganzheitlichkeit sind in diesem Kontext durchaus attraktive Konzepte einer heilenden Arbeit am und mit dem Menschen.

### Würzburger Schule der Gestaltpsychologie
Die Würzburger Schule bezeichnet eine Richtung der Psychologie, die aus Arbeiten von Oswald Külpe, Karl Marbe, August Messer, Narziß Ach, Karl Bühler und Otto Selz auf der Grundlage der Denkpsychologie in der Gründungszeit der ersten psychologischen Forschungseinrichtungen an der Universität Würzburg zu Beginn des 20. Jahrhunderts entstand.

### Grazer oder Österreichische Schule der Gestaltpsychologie
Philosophischer Hintergrund ist Franz Brentano. Bedeutende Vertreter waren Alexius Meinong und vor allem Vittorio Benussi – auf den die Entwicklung des Lügendetektors zurückgeht und der der allgemeinen experimentalpsychologischen Forschung auch die Methoden der Suggestion und Hypnose erschloss – sowie Stephan Witasek und Christian von Ehrenfels.

### Schweizer Psychologen und die Gestaltpsychologie
Richard Meili, der Nachfolger von Jean Piaget am Institut J.J. Rousseau in Genf, hat durch seine Kenntnisse der deutschen, französischen und englischsprachigen Forschung die Grundideen der Gestaltpsychologie mit dem Konzept der Faktorenanalyse kombiniert. Er definiert die wesentlichen Punkte der Gestaltpsychologie wie folgt:
- Psychische Vorgänge spielen sich in einem komplexen, offenen System ab, in dem jedes Teilsystem von übergeordneten, umfassenderen Systemen mitbestimmt ist.
- Ein System ist ein dynamisches Ganzes, bestimmt durch das Zueinander der Teile.
- Die Dynamik des psychischen Systems ist charakterisiert durch eine Tendenz zu ausgezeichneten Zuständen, d. h. zu Strukturen mit ausgeglichenen dynamischen Beziehungen.

Von besonderer Bedeutung für die kognitiven Vorgänge des Menschen ist das Prinzip vom „Primat des Ganzen“.
Ein wichtiger Intelligenzfaktor, die Plastizität, bezieht sich demnach auf die Fähigkeit, Problemsituationen umzustrukturieren, also – nach Karl Duncker – die funktionale Gebundenheit zu überwinden.
Einer seiner Schüler, Hans-Werner Hunziker, hat später (auf diesem Konzept aufbauend) eine Serie von Trainingsprogrammen auf PC-Basis erstellt und durch Forschungsarbeiten dokumentiert.